# 文豪與鍊金術師
《文豪與鍊金術師》是由DMM.com開發，以日本文豪及文學為題材的女性向網頁遊戲。
2016年11月1日開始上線。2017年6月14日開始發佈app版（iOS、Android）。基本遊玩免費（微交易）。簡稱「文鍊」。

## 劇情簡介
在某個時間點的日本，突然出現了文學書全部被染黑的怪異現象。這是由書中帶著負面情緒誕生的“侵蝕者”所導致的災難。被侵蝕的文學書，會逐漸地從人們記憶中消失，最後變得像是一開始便不曾存在一樣。
於是有特殊能力的“鍊金術師”們作為特務司書被派遣至圖書館，為了對抗破壞書中世界的“侵蝕者”，也為了守護文學，於是與轉世的文豪們一起進行戰鬥。。
此外前言介紹後，會以序章，主線故事以及每月推出的活動來發展故事。
另外在舞台劇・電視動畫等各媒體延伸作品中，並未再現原來的故事劇情或補充其內容，而是全部都不同於遊戲故事的原創劇情。另外伴隨著不同於原來故事的是原作遊戲中出現的各種設定（圖書館的設定・受侵蝕書的淨化方式・文豪的轉生方式和存在説明・以及侵蝕者的設定等）會因為不同媒體而有不同的設定。

## 遊戲系統
玩家作為「煉金術師、目標是要收集以文豪為原型的角色並且強化他們後擊敗敵人。
遊戲開始時、能夠選擇故事大綱的四名文豪中的一人並轉生為該文豪、然後教學結束時，還能固定再獲得一位角色。之後進行「潛書」行動以獲取新的文豪。

### 潛書
「有礙書」
最多能將4名文豪組成「會派」挑戰敵人。舞台途中能夠獲得強化文豪的物品。另外故事結束後還能轉生為新文豪。
「封藏書」
2019年6月14日開始實裝。系統與有礙書一樣。有礙書是潛書到日本國內文豪的作品內，封藏書則是潛書到海外文豪的作品內。
「有魂書」
消耗被稱為有魂書以及洋墨的物品就能轉生為新文豪。使用的洋墨水量較多時就能較容易轉生為高級文豪。

### 設備
「食堂」
將文豪派遣到「有礙書」中進行戰鬥後，會造成飽足度下降，能夠讓文豪在這邊回覆飽足度。滿足特定條件後，還能看到會話事件。
「補修」
戰鬥中受到侵蝕（損傷）的文豪，要消費洋墨水治療。
「開花」
設定有技能樹，能夠強化各種技能。另外還開放各種格子而能夠得到特殊的配音或服裝。
「召裝」
為召喚石，在各種瀏覽器版本中， DMMP及app版中是使用帝國券而能夠得到「裝像」或限定服裝。

### 司書室
能夠確認文豪一覧等地的主選單畫面。有可以花錢變更司書室的裝潢的「内裝」，可以看到轉生的文豪數量以及擁有的資源數量的「戰績」，可以看到轉生的文豪還有相關回憶的「圖鑑」，花錢給予滯留的文豪書本等提升信賴度物品的「散策」。

## 遊戲登場角色
以實際文豪為原型的各男性角色。也有期間限定登場的文豪們。上線開始以後直到2019年5月時，都是實裝日本國內的文豪角色、6月14日後才開始實裝海外的文豪角色。
各文豪都被設定擁有武器。上線開始時總共有刀、槍、弓、鞭等四種，並有各自的攻擊範圍等特徵。2019年4月24日開始、實裝了能利用召喚物品並在一定機率下獲得「戒指」的功能，並能夠變更目標文豪的武器還有種類。

### 登場文豪
| 角色名稱                     | 武器 | 派閥       | 聲優       |
| ---------------------------- | ---- | ---------- | ---------- |
| 芥川龍之介                   | 刀   | 新思潮     | 諏訪部順一 |
| 太宰治                       | 刀   | 無賴派     | 中村悠一   |
| 萩原朔太郎                   | 槍   | 北原一門   | 野島健兒   |
| 中原中也                     | 槍   | 無         | 柿原徹也   |
| 泉鏡花                       | 刀   | 尾崎一門   | 神谷浩史   |
| 夏目漱石                     | 刀   | 餘裕派     | 鳥海浩輔   |
| 宮澤賢治                     | 槍   | 無         | 代永翼     |
| 谷崎潤一郎                   | 刀   | 新思潮     | 岡本信彦   |
| 永井荷風                     | 弓   | 三田派     | 置鮎龍太郎 |
| 島崎藤村                     | 弓   | 無         | 立花慎之介 |
| 田山花袋                     | 弓   | 無         | 梶裕貴     |
| 志賀直哉                     | 刀   | 白樺派     | 前野智昭   |
| 森鷗外                       | 刀   | 余裕派     | 大川透     |
| 川端康成                     | 刀   | 新感覺派   | 關智一     |
| 北原白秋                     | 槍   | 北原一門   | 花江夏樹   |
| 室生犀星                     | 槍   | 北原一門   | 逢坂良太   |
| 梶井基次郎                   | 刀   | 新興藝術派 | 杉山紀彰   |
| 廣津和郎                     | 刀   | 無         | 福山潤     |
| 武者小路實篤                 | 刀   | 白樺派     | KENN       |
| 尾崎紅葉                     | 鞭   | 尾崎一門   | 綠川光     |
| 坂口安吾                     | 刀   | 無賴派     | 杉田智和   |
| 江戶川亂步                   | 鞭   | 無         | 齊藤壯馬   |
| 坪内逍遥                     | 刀   | 無         | 關俊彥     |
| 二葉亭四迷                   | 刀   | 無         | 安元洋貴   |
| 有島武郎                     | 刀   | 白樺派     | 保志總一朗 |
| 佐藤春夫                     | 刀   | 三田派     | 泰勇氣     |
| 小林多喜二                   | 刀   | 無產階級   | 小西克幸   |
| 井伏鱒二                     | 刀   | 新興藝術派 | 武内駿輔   |
| 横光利一                     | 刀   | 新感覺派   | 羽多野渉   |
| 織田作之助                   | 刀   | 無賴派     | 小野坂昌也 |
| 堀辰雄                       | 刀   | 新興藝術派 | 髙橋孝治   |
| 中島敦                       | 刀   | 無         | 石川界人   |
| 小泉八雲                     | 鞭   | 無         | 内田雄馬   |
| 正岡子規                     | 槍   | 余裕派     | 白石稔     |
| 若山牧水                     | 槍   | 無         | 宮下榮治   |
| 高村光太郎                   | 槍   | 明星       | 森田成一   |
| 石川啄木                     | 槍   | 明星       | 松岡禎丞   |
| 國木田獨步                   | 弓   | 無         | 增田俊樹   |
| 幸田露伴                     | 鞭   | 無         | 子安武人   |
| 松岡讓                       | 刀   | 新思潮     | 岸尾大輔   |
| 吉川英治                     | 鞭   | 無         | 阿座上洋平 |
| 山本有三                     | 刀   | 新思潮     | 松本保典   |
| 久米正雄                     | 刀   | 新思潮     | 吉野裕行   |
| 德永直                       | 刀   | 無產階級   | 山下大輝   |
| 中野重治                     | 刀   | 無產階級   | 赤羽根健治 |
| 岩野泡鳴                     | 弓   | 無         | 林勇       |
| 正宗白鳥                     | 弓   | 無         | 寺島拓篤   |
| 德冨蘆花                     | 鞭   | 無         | 古川慎     |
| 直木三十五                   | 鞭   | 無         | 近藤隆     |
| 夢野久作                     | 鞭   | 無         | 浪川大輔   |
| 中里介山                     | 鞭   | 無         | 津田健次郎 |
| 菊池寛                       | 鞭   | 新思潮     | 三木真一郎 |
| 伊藤左千夫                   | 槍   | アララギ派 | 井口祐一   |
| 三木露風                     | 槍   | 三田派     | 梶原岳人   |
| 三好達治                     | 槍   | 無         | 寺島惇太   |
| 新美南吉                     | 槍   | 無         | 村瀨步     |
| 小川未明                     | 槍   | 無         | 山本和臣   |
| 吉井勇                       | 槍   | 明星       | 佐藤拓也   |
| 草野心平                     | 槍   | 無         | 西山宏太朗 |
| 里見弴                       | 刀   | 白樺派     | 石田彰     |
| 高濱虚子                     | 槍   | 正岡一門   | 鈴木達央   |
| 河東碧梧桐                   | 槍   | 正岡一門   | 島﨑信長   |
| 德田秋聲                     | 弓   | 尾崎一門   | 渡邊拓海   |
| 愛倫·坡                      | 鞭   | 美國       | 伊藤健太郎 |
| 霍華德·菲利普斯·洛夫克拉夫特 | 鞭   | 美國       | 村上聰     |
| 亞瑟·柯南·道爾               | 鞭   | 英國       | 三上哲     |
| 路易斯·卡羅                  | 槍   | 英國       | 蒼井翔太   |

### NPC
非玩家角色除了在事件的回憶等場景中登場外、還會在特務司書宛中送信。
| 角色名          | 聲優       | 備註 |
| --------------- | ---------- | --- |
| 館長            | 綱島鄉太郎 | 帝國圖書館職員。 |
| 貓              | 大河元氣   | 帝國圖書館職員。 |
| 小紅            | 市川太一   | 帝國圖書館職員。 |
| 小藍            | 井上雄貴   | 帝國圖書館職員。 |
| 浮士德          |            | 用鍊金術封印侵蝕現象，保護封藏書不被侵蝕的煉金術師。因為擁有自我意識的侵蝕者破壞掉『愛麗絲夢遊仙境』的封印、於是將封藏書帶進帝國圖書館。                                                               |
| 愛德華·愛力克   | 朴璐美     | 『鋼之鍊金術師 BROTHERHOOD』聯名活動「文豪及錬金術師 –尋求賢者之石製法」登場。 |
| 阿爾馮斯·愛力克 | 釘宮理惠   | 『鋼之鍊金術師 BROTHERHOOD』聯名活動「文豪及錬金術師 –尋求賢者之石製法」登場。 |
| 旁白            | 下山吉光   | 『鋼之鍊金術師 BROTHERHOOD』聯名活動「文豪及錬金術師 –尋求賢者之石製法」登場。 |
| 伊達政宗        | 中井和哉   | 『戰國BASARA』聯名合作活動中登場。 |
| 真田幸村        | 保志總一朗 | 『戰國BASARA』聯名合作活動中登場。 |
| 霍華德          |            | 封蔵書活動『異境密錄「アッシャー家の崩壊」ヲ浄化セヨ』中登場。 活動結束後、有魂書活動『轉生研究「洛夫克拉夫特」』中，以洛夫克拉夫特身分作為文豪角色實裝登場。這是第一個成為玩家角色並且實裝的NPC角色。 |

## 開發
本作企劃提案為谷口晃平，在法米通的訪問中表示因為想到「以歷史為題材的作品已經被人創造出來，所以下一個想要創作出與文學有關的遊戲」而因此創作出本作。

### 角色設定
角色設定由1名插畫家以及3名導演負責，設定中登場的文豪都擁有自己的著作。角色安排也是基於與角色的關聯性決定，例如太宰治的配音由中村悠一負責，至於實際上與太宰友好的坂口安吾的聲音則是由中村的好友杉田智和負責。另外芥川龍之介的角色，則是谷口的推薦下而因此選擇諏訪部順一。

## 評價・反響
本作製作人谷口在訪談中表示本作在網路上的反響比他預期還要大，並有許多文學館因此受到熱烈歡迎，還有許多玩家開始接觸這些文豪的作品。石井也在訪談中表示從支持者們的反應，讓他認知到本作已成為其代表作品。
與青空文庫有關的翻譯家大久保優則在自己的推特上表示不知道是否是「文鍊」的影響，讓青空文庫收錄的少數作家的作品，最近開始被少量地進行更新。NHK網站上則報導稱青空文庫中，開始收錄與北原白秋相關的作家們的少數作品並且進行校正的背景是因為受到「文豪與鍊金術師」的影響，還因此增加許多年輕女性拜訪作家們的文學館，甚至也開始有遊戲玩家讀了青空文庫上的作家作品後，志願擔任義工。

## 電視動畫
2020年4月起，在東京電視台以《文豪與鍊金術師 〜審判的齒輪〜》的標題開始播放

### 動畫登場角色
芥川龍之介
聲：諏訪部順一
總是一副雲淡風輕、冷靜自若的模樣，卻有著因為輕信他人謊言而倉皇失措的一面。
給人舉止優雅、教養良好的感覺，也因此時常使初次見面的人產生距離感。或許是因為其性格特徵與領袖氣質，是一位容易招惹上麻煩的人。
是一名時常被白霧環繞的菸槍。
太宰治
聲：中村悠一
個性開朗的開心果，但內在卻喜歡自我陶醉而給人帶來困擾。
時常以高高在上的姿態批評別人，但在討好人的時候不論怎樣的討好都能很快轉變。
就算被指出不夠乾脆，性格麻煩也絕對不承認。就算他人看不到的部分也會加以注意並且好好打扮，上衣的華麗花紋就算被遮起來，但本人也還是感到滿意。
中原中也
聲：柿原徹也
個子嬌小，看起來像是孩子，但是舉止卻很粗暴無禮。
發酒瘋無理取鬧的時候，卻會文思泉湧相當奇妙。
雖然愛動手、但大部分的吵架都會輸掉，但這樣的他也能因此將對於事物的感受以詠詩的方式呈現。
島崎藤村
聲：立花慎之介
由於有著不幸的過去，所以有些雙眼無神。
由於對自己憂鬱的性格很了解，所以會對自己好的人盡忠盡義。
有什麼事都要尋根問底，不然就一直惦記的御宅氣質，因此讓身邊的人有些敬而遠之。這樣的性格或許連侵蝕者都想採訪一番。
德田秋聲
聲：渡邊拓海
織田作之助
聲：小野坂昌也
坂口安吾
聲：杉田智和
檀一雄
聲：小野友樹
萩原朔太郎
聲：野島健兒
室生犀星
聲：逢坂良太
武者小路實篤
聲：KENN
志賀直哉
聲：前野智昭
菊池寬
聲：三木眞一郎
久米正雄
聲：吉野裕行
堀辰雄
聲：高橋孝治
貓
聲：大河元氣

### 製作人員
- 原作：DMM GAMES
- 世界觀監修：
- 監督：渡部穩寬
- 系列構成・腳本：熊谷純
- 角色設計・總作畫監督：中島敦子
- 音樂：坂本英城
- 音響監督：
- 動畫製作：OLM

### 主題曲
片頭曲
作詞：イシイジロウ，作曲：渡邊翔，編曲：坂本英城，主唱：浦島坂田船
片尾曲
作詞：，作曲、編曲：藤間仁（Elements Garden），主唱：南條愛乃

### 各話列表
| 話數   | 日文標題 | 中文標題            | 分鏡               | 演出       | 作畫監督                                   | 總作畫監督 |
| ------ | -------- | ------------------- | ------------------ | ---------- | ------------------------------------------ | ---------- |
| 第1話  |          | 跑吧！美樂斯        | 渡部穏寛           | 渡部穏寛   | 小川茜                                     | 中嶋敦子   |
| 第2話  |          | 盛開的櫻花林下 前篇 | 渡部穏寛           | 是本晶     | 橋本真希、石丸史典                         | 中嶋敦子   |
| 第3話  |          | 盛開的櫻花林下 後篇 | 久慈悟郎           | 久慈悟郎   | 佐藤和巳、近藤瑠衣                         | 牧孝雄     |
| 第4話  |          | 吠月 前篇           | 渡部穩寛           | 松村樹里亞 | 細田沙織、鞠野黄英、河本美代子、飯嶋友里惠 | 烏宏明     |
| 第5話  |          | 吠月 後篇           | 渡部穩寛           | 石田暢     | 藤原未来夫                                 | 中嶋敦子   |
| 第6話  |          | 地獄變 前篇         | 久慈悟郎           | 久慈悟郎   | 石丸史典、早川麻美、橋本真希               | 牧孝雄     |
| 第7話  |          | 地獄變 後篇         | 渡部穩寛           | 荒木智子   | 細田沙織、、飯嶋友里恵、鞠野黄英           | 烏宏明     |
| 第8話  |          | 人間失格 前編       | 久慈悟郎           | 安東大瑛   | 小川茜、近藤瑠衣                           | 中嶋敦子   |
| 第9話  |          | 人間失格 後編       | 川越一生           | 川越一生   | 佐藤和巳                                   | 牧孝雄     |
| 第10話 |          | 竹林中              | 渡部穏寛           | 渡部穏寛   | 早川麻美                                   | 中嶋敦子   |
| 第11話 |          | 不記恩仇            | 渡部穏寛、久慈悟郎 | 久慈悟郎   | 石丸史典、Cha Myoung Jun                   | 烏宏明     |
| 第12話 |          | 齒輪 前編           | 渡部穏寛           | 是本晶     | 藤原未来夫                                 | 牧孝雄     |
| 第13話 |          | 齒輪 後編           | 渡部穏寛           | 渡部穏寛   | 小川茜、早川麻美、佐藤和巳、近藤瑠衣       | 中嶋敦子   |

### 藍光與DVD
| 卷數 | 發售日期       | 收錄話數      | 規格編號  | 規格編號  |
| 卷數 | 發售日期       | 收錄話數      | 藍光版    | DVD版     |
| ---- | -------------- | ------------- | --------- | --------- |
| 1    | 2020年6月26日  | 第1話－第4話  | GNXA-2271 | GNBA-2791 |
| 2    | 2020年8月28日  | 第5話－第8話  | GNXA-2272 | GNBA-2792 |
| 3    | 2020年10月21日 | 第9話－第13話 | GNXA-2273 | GNBA-2793 |

## 出處
1. ↑  . 4Gamer.net. 2016-11-01  [2017-06-07]. （原始内容存档于2020-11-06）.
2. ↑  . DMM GAMES. 2016-12-21  [2017-06-07]. （原始内容存档于2019-11-01）.
3. ↑  . 文豪與鍊金術師. DMM GAMES.   [2018-10-05]. （原始内容存档于2020-12-30）.
4. 1 2  . 文豪與鍊金術師. DMM GAMES.   [2018-10-05]. （原始内容存档于2020-10-18）.
5. ↑  . 文豪與鍊金術師. DMM GAMES.   [2017-06-07]. （原始内容存档于2020-11-05）.
6. 1 2  聯名合作期間成為可以操作的腳色。等級固定為Lv.20、而且不受耗弱・喪失等侵蝕狀態的影響。
7. ↑  . DMM GAMES. 2018-10-12  [2018-10-13]. （原始内容存档于2018-10-12）.
8. ↑  . PR TIMES. 2019-10-04  [2019-10-06]. （原始内容存档于2020-04-25）.
9. 1 2 3  立花ネコ. . 法米通. 2017-02-22  [2017-06-11]. （原始内容存档于2019-11-01）.
10. ↑  大久保優（@bsbakery）. . Twitter. 2017-05-30  [2017-06-07]. （原始内容存档于2017-06-07）.
11. ↑  . NHKオンライン. 2017-06-06  [2017-06-07]. （原始内容存档于2017-06-06）.
12. ↑  . コミックナタリー. 2019-12-25  [2019-01-25]. （原始内容存档于2020-10-18）.
13. ↑  . コミックナタリー. 2020-03-10  [2020-03-10]. （原始内容存档于2020-06-07）.

## 外部連結
- 文豪與鍊金術師 官方網站 （页面存档备份，存于）
- 文豪與鍊金術師 營運的X（前Twitter）
- 文豪與鍊金術師 館報的X（前Twitter）
- 動畫「文豪與鍊金術師〜審判的齒輪〜」官方網站 （页面存档备份，存于）
- 文豪與鍊金術師 〜審判的齒輪〜東京電視台官方網站 （页面存档备份，存于）
- 電視動畫「文豪與鍊金術師 〜審判的齒輪〜」的X（前Twitter）